# Partido Socialista Obrero Español
De Partido Socialista Obrero Español (PSOE, Spaanse Socialistische Arbeiderspartij) is een Spaanse politieke partij, die in 1879 is opgericht door Pablo Iglesias Possé.
De PSOE is sinds 2019 de grootste partij van het land. Driemaal regeerde de partij het land: van 1982 tot 1996 onder Felipe González (legislaturen II tot en met V), van 2004 tot 2011, onder José Luis Zapatero (legislaturen VIII en IX) en van 2018 tot op heden, onder Pedro Sánchez (legislaturen XII, XIII en XIV).
De PSOE maakt deel uit van de Europese PES en de Socialistische Internationale.

## Ideologie
De PSOE werd opgericht om de belangen van de arbeidersklasse tijdens de industriële revolutie te behartigen, met als doel het socialisme politiek na te streven. Bij het opstellen van het beginselprogramma werd het marxisme als inspiratiebron gebruikt. In 1979 werden de marxistische principes verworpen, door Felipe González. Dit ging niet zonder slag of stoot, maar met weerstand van partijleden.
Tegenwoordig vallen de partijprincipes onder het sociaaldemocratisch gedachtegoed.

## Geschiedenis

### Ontstaan en Franco-dictatuur
De PSOE werd opgericht in 1879. In de Spaanse Burgeroorlog speelde de partij een belangrijke rol aan de zijde van de republikeinen. Na de burgeroorlog kwam generaal Franco aan de macht die een fascistische dictatuur installeerde en een zeer conservatief bewind voerde. Alle andere politieke partijen behalve zijn eigen falangisten werden verboden. Onder Franco's dictatuur (1939-1975) werden veel leiders en militanten van de PSOE gevangengezet, verbannen naar andere landen of zelfs vermoord. Anderen moesten onderduiken of het land uitvluchten. Tijdens Franco’s regime bestond de PSOE nog wel, maar in ballingschap, voornamelijk in Frankrijk, waar ook partijcongressen werden gehouden.
In de jaren zestig ging het goed met de Spaanse economie; Franco bevorderde onder andere het toerisme vanuit West-Europa, dat door de aldaar toenemende welvaart massale proporties kon aannemen. Ook werd het land lid van de Verenigde Naties en kreeg steun van de Verenigde Staten die in Franco een bondgenoot tegen het communisme zagen. De mensen waren meer tevreden met het land, maar in de jaren zeventig groeide het verzet tegen Franco opnieuw.
In 1974 vormden de leden van de PSOE zich opnieuw onder de schuilnaam ‘Isidoro’. De partij was toen nog illegaal. Franco stierf in 1975. Hij had geregeld dat na zijn dood Juan Carlos zijn opvolger moest zijn. Juan Carlos maakte van Spanje een democratie. De nieuwe leider van de PSOE, Felipe González, probeerde van de partij, die toen een communistisch stempel droeg, een sociaaldemocratische partij te maken, zoals die er in de rest van Europa ook waren, maar dat lukte nog niet.

### Democratie
In 1977 waren de eerste democratische verkiezingen in Spanje sinds de terugkeer van de monarchie, als deel van de democratische overgang. De partij verloor de verkiezingen met 29,2% tegen 34,4% voor de UCD, een conservatieve partij. Daarmee ging de PSOE de oppositie in. De partij kreeg in totaal 118 zetels van de 350 in het parlement (Cortes Generales). Dit werden er wat meer toen de Partido Socialista Popular, een communistische partij, erbij kwam. Bij een partijcongres in mei 1979 wilde de PSOE haar communistische karakter niet wijzigen en daarom deed González afstand van het leiderschap. In september 1979 bij het daaropvolgende partijcongres werd González toch weer herkozen als leider en de partij wijzigde nu haar communistische karakter en werd een sociaaldemocratische partij.
Bij de verkiezingen van 1979 bleef de PSOE de grootste oppositiepartij. De grootste werd weer de UCD. De PSOE kreeg 30,54% van de stemmen en de UCD 35,08%. In die tijd veranderde de partij ook haar symbool. Het werd een hand die een roos vasthield.
In 1982 werd de partij de grootste. Het versloeg de Alianza Popular (een conservatieve partij) met 48,34% tegen 26,46%. De UCD deed het slechter en werd de derde partij. González werd de nieuwe minister-president van Spanje. Hij voerde meteen landhervormingen door en nationaliseerde grote bedrijven. Ook werd abortus gedeeltelijk legaal. González beloofde na de verkiezingen van 1986 dat er 800.000 banen bij zouden komen in de staalindustrie door die te hervormen. In 1986 waren er weer verkiezingen en González haalde een tweede overwinning; hij kreeg 44,07%, de Alianza Popular, die nu de Coalición Popular was, kreeg 26,20%. Tijdens deze tweede termijn werd Spanje lid van de EU, namelijk in 1986. Ook in dat jaar wilde González dat Spanje lid werd van de NAVO, wat generaal Franco ook had geprobeerd, maar Franco werd door Europa tegengehouden vanwege zijn ondemocratische bewind. Maar de Spanjaarden wilden in 1986 geen lid worden onder andere omdat de partij eerder tegen was. Het gevolg was dat van González werd gezegd dat hij naar rechts opschoof.
Bij de verkiezingen van 1989 kreeg de partij maar 39,6% van de stemmen, maar bleef de grootste. Deze termijn werd gekenmerkt door de eerste Golfoorlog. González steunde de Verenigde Staten en vanaf 1991 raakte de PSOE steeds meer stemmen kwijt.
Bij de verkiezingen van 1993 raakte de PSOE haar positie als grootste partij kwijt aan de conservatieve PP, de Partido Popular (Volkspartij) die de opvolger was van de AP als Coalición Popular, en de PSOE moest dus samenwerken met kleine partijen om toch een meerderheidsregering te kunnen vormen. Het ging samenwerken met partijen uit het Baskenland en Catalonië. Aan het einde van 1995 was er een debat of González wel de volgende verkiezingen moest ingaan voor de PSOE. Er waren veel schandalen. De economie liep slecht; veel mensen waren werkloos geworden door de hervormingen in de industrie, de PSOE had veel te maken met corruptie en staatsterrorisme, maar heel belangrijk in die verkiezingen was dat aan het licht was gekomen dat de PSOE-regering betrokken was bij de Spaanse Vuile Oorlog. De Spaanse Vuile Oorlog duurde van 1983 tot 1987. Het ging om de GAL, de Grupos Antiterroristas de Liberación (antiterroristische vrijheidsgroepen). Die was geheim en illegaal opgezet door de regering van de PSOE en dus door Felipe González, die er zeker van wist. De GAL moest mensen van de ETA opsporen, martelen en vermoorden. In totaal zijn er 27 mensen vermoord, van wie de meesten niets te maken hadden met de ETA. De Spaanse krant El Mundo heeft de affaire aan licht gebracht.
De PSOE verloor de verkiezingen van 1996 overtuigend van de Partido Popular. De PSOE verloor met 36,63 tegen 38,79 voor de PP. De PSOE ging de oppositie in en González trad af als partijleider.
José María Aznar van de PP zorgde voor een goede economie en zorgde dat de werkloosheid daalde van 20% tot 10%. Ook heeft zijn regering er alles aan gedaan om te zorgen dat Spanje de euro kon invoeren en dat lukte, want in 1999 werd ook in Spanje de euro geïntroduceerd. Belangrijk daarvoor was dat de inflatie onder controle moest zijn en ook dat lukte. Door zijn succes haalde de PP een grote overwinning op de PSOE. De uitslag was 44,5 voor de PP tegen 34,1 voor de PSOE. In 2001 werd José Luis Rodríguez Zapatero de nieuwe lijsttrekker van de PSOE.
Ook in de tweede termijn van Aznar liep de economie goed. Met een groei van 2,3% was het de op een na snelst groeiende economie. Maar er was ook een hogere inflatie dan in de rest van de EU: 2,7% tegen 1,7%. In 2003 vielen de VS onder leiding van George Bush Irak binnen. Aznar besloot om met het Verenigd Koninkrijk en Italië mee te vechten in Irak. Dat was geen populair besluit, er was uitgerekend dat 92% van de Spanjaarden het besluit niet steunden. En toen kwamen drie dagen voor de verkiezingen, de aanslagen in de trein in Madrid, waarbij 191 doden vielen. De bevolking zag dat als een gevolg van de Spaanse samenwerking met de VS in Irak. Later bleek dat de aanslag door moslimextremisten was gepleegd en dat ze gelijk hadden. Dit was de strop voor Aznar. Zapatero, lijsttrekker van de PSOE, beloofde dat als zij zouden winnen, zij alle Spaanse soldaten uit Irak zouden terugtrekken. De PSOE won, met 43,3% tegen 38,3% voor de PP. De PSOE haalde een meerderheid met 11 miljoen uitgebrachte stemmen. Hij stelde een kabinet samen van mannen en vrouwen, waarbij hij een vrouw aanstelde als vicepremier, María Teresa Fernández de la Vega. Het was de eerste keer in de geschiedenis van het democratische Spanje dat dit gebeurde.
Zapatero voerde een heel progressief beleid. Hij legaliseerde in juli 2005 het homohuwelijk. Zapatero voerde ook een nieuw schoolsysteem in dat veel weerstand kreeg van de PP en de katholieke kerk. Ook veel ouderraden en leraren waren ertegen.
Dit schoolsysteem hield bijvoorbeeld in dat ouders werden beperkt in de keuze van een school, het verminderen van de status van religieus onderwijs enz. Na gesprekken met ouderraden en leraren werden sommige dingen geschrapt. Zapatero liet alle dingen die aan generaal Franco deden denken weghalen. Zo werd in maart 2005 het laatste standbeeld van Franco weggehaald.
In tegenstelling tot zijn voorganger Aznar, die een goede betrekking met de VS wilde hebben, zocht Zapatero banden met Zuid-Amerikaanse landen. Ook in de Europese politiek was er veel verschil. Aznar wilde goede betrekkingen hebben met het Verenigd Koninkrijk, Italië en Polen om een goed machtsblok te vormen tegen Duitsland en Frankrijk. Zapatero vond het niet erg dat deze landen het middelpunt van de EU vormden. Hij liet Spanje als eerste land stemmen over een grondwet voor heel Europa. De relatie met de VS werd slechter doordat hij de Spaanse soldaten uit Irak haalde en doordat hij Spaanse militaire technologie aan Venezuela wilde verkopen.
Na het aftreden van premier Mariano Rajoy Brey in juni 2018 benoemde koning Felipe VI PSOE-leider Pedro Sánchez tot premier. In maart 2019 schreef Sánchez nieuwe verkiezingen uit toen hij zijn begrotingsvoorstellen niet door het parlement kreeg. Deze verkiezingen won de PSOE, maar Sánchez kon geen regering vormen die de meerderheid van het parlement had. In november 2019 werden er opnieuw verkiezingen gehouden. Ook deze verkiezingen werden gewonnen door de PSOE.
Santos Cerdán, tot voor kort de nummer drie van de PSOE is aangehouden in een corruptieonderzoek. De oppositie grijpt de zaak aan om het ontslag van premier Pedro Sánchez te eisen.

## Secretarissen-generaal
Hieronder een lijst van secretarissen-generaal sinds 1936. Daarvoor was de partijvoorzitter de belangrijkste persoon. Deze functie bestaat nog steeds, maar wordt niet langer vervult door de partijleider. 
| Secretaris-generaal        | Secretaris-generaal               | Termijn    | Legislatuur                                                                             | Premier van Spanje                |
| -------------------------- | --------------------------------- | ---------- | --------------------------------------------------------------------------------------- | --------------------------------- |
| Ramón Lamoneda Fernández   | Ramón Lamoneda                    | 1936-1944  | Tweede Republiek, na de burgeroorlog in ballingschap in Mexico tijdens de Spaanse Staat |                                   |
| Rodolfo Llopis Ferrándiz   | Rodolfo Llopis                    | 1944-1972  | In ballingschap in Frankrijk tijdens de Spaanse Staat                                   |                                   |
|                            | Uitvoerende commissie interim     | 1972-1974  |                                                                                         |                                   |
| Felipe González Márquez    | Felipe González                   | 1974-1979  | Spaanse staat, Constitutieve legislatuur                                                |                                   |
| José Federico de Carvajal  | José Federico de Carvajal interim | 1979       | Constitutieve legislatuur                                                               |                                   |
| Felipe González Márquez    | Felipe González                   | 1979-1997  | I, II, III, IV, V                                                                       | 1982-1996 Legislaturen II - V     |
| Joaquín Almunia            | Joaquín Almunia                   | 1997-2000  | VI                                                                                      |                                   |
| José Luis Zapatero         | José Luis Zapatero                | 2000-2012  | VII, VIII, IX                                                                           | 2004-2012 Legislaturen VIII en IX |
| Alfredo Pérez Rubalcaba    | Alfredo Pérez Rubalcaba           | 2012-2016  | X                                                                                       |                                   |
| Pedro Sánchez              | Pedro Sánchez                     | 2014-2016  | XI, XII                                                                                 |                                   |
| Javier Fernández Fernández | Javier Fernández Fernández        | 2016-2017* | XII                                                                                     |                                   |
| Pedro Sánchez              | Pedro Sánchez                     | 2017-heden | XII, XIII, XIV, XV                                                                      | 2018-heden Legislaturen XII-XV    |

* Tijdens een intern conflict is Pedro Sánchez tijdens legislatuur XII tijdelijk verwijderd van de directie van de partij, nog voordat hij premier werd na de motie van wantrouwen in mei 2018

## Bekende leden van de PSOE
- Francisco Largo Caballero
- Juan Negrín
- Indalecio Prieto
- Pedro Sánchez